# Chapati
Chapati (cách đánh vần là chapatti, chappati, chapathi, hoặc chappathi; phát âm là IAST: capātī, capāṭī, cāpāṭi), còn được gọi là roti, safati, shabaati, phulka và (ở Maldives) roshi,  là một loại bánh mì dẹt có nguồn gốc từ từ tiểu lục địa Ấn Độ và chủ yếu ở Ấn Độ, Nepal, Bangladesh, Pakistan, Sri Lanka, Đông Phi và Caribe.  Chapati được làm bằng bột mì nguyên cám được gọi là atta, trộn bột vào nước, dầu và muối tùy chọn trong một dụng cụ trộn gọi là parat, và được nấu trên tava (chảo dẹt).
Món là một sản phẩm chủ lực phổ biến ở tiểu lục địa Ấn Độ cũng như của người nước ngoài đến từ tiểu lục địa Ấn Độ trên khắp thế giới. Chapati cũng được giới thiệu đến các khu vực khác trên thế giới bởi những người nhập cư từ tiểu lục địa Ấn Độ, đặc biệt là bởi các thương nhân Ấn Độ đến Trung Á, Đông Nam Á, Đông Phi và các đảo Caribe.

## Lịch sử
Từ ngữ chapat (tiếng Hindi: चपत) có nghĩa là "vỗ" hoặc "phẳng" mô tả phương pháp truyền thống để tạo thành những viên bột nhào mỏng bằng cách vỗ bột nhào giữa lòng bàn tay đã được làm ướt. Với mỗi lần vỗ, viên bột được xoay tròn. Chapati được ghi chép trong tài liệu thế kỷ 16 Ain-i-Akbari của Abu'l-Fazl ibn Mubarak, vizier của Hoàng đế Mughal Akbar.
Chapati là một trong những dạng phổ biến nhất của bánh mì làm lương thực chính ở tiểu lục địa Ấn Độ. Các hạt lúa mì cacbon hóa được khai quật tại Mohenjo-daro giống với một loài lúa mì đặc hữu vẫn còn được trồng ở Ấn Độ ngày nay. Thung lũng Indus được biết đến là một trong những vùng đất tổ tiên của lúa mì. Chapati là một dạng roti hoặc rotta (bánh mì). Các từ thường được sử dụng thay thế cho nhau. Chapati, cùng với roti, được giới thiệu đến các khu vực khác trên thế giới bởi những người nhập cư từ tiểu lục địa Ấn Độ, đặc biệt là bởi các thương nhân Ấn Độ đến định cư ở Đông Nam Á và các đảo Caribe.

## Cách nấu

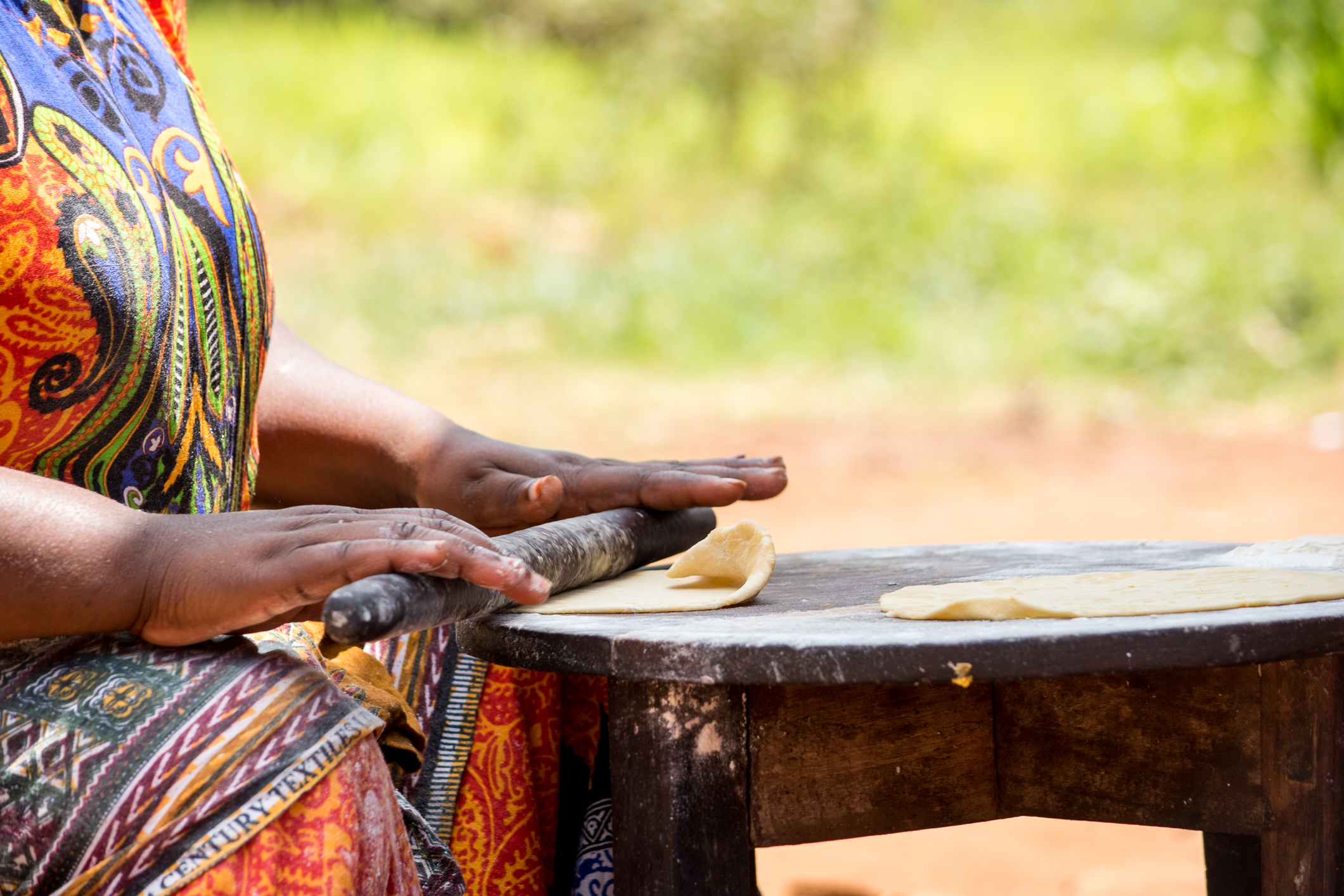
Cán bánh

Chapati được làm bằng bột nhào mềm bao gồm bột mì, muối và nước. Nó được nghiền mịn hơn hầu hết các loại bột mì nguyên cám kiểu phương Tây. Theo truyền thống, roti (và cơm) được chế biến mà không có muối để tạo phần nền vị nhạt cho các món ăn tẩm gia vị.
Bột nhào chapati thường được chuẩn bị với bột mì, muối và nước, nhào bằng các đốt ngón tay của bàn tay nắm chặt và để trong ít nhất 10 hoặc 15 phút đến một giờ để gluten trong bột phát triển. Sau khi trộn, bột trở nên mềm và dẻo hơn. Các phần nhỏ của bột được véo ra và tạo thành những viên tròn được ép giữa hai lòng bàn tay để tạo thành dạng chiếc đĩa, sau đó nhúng vào bột và cán ra trên một tấm cán tròn (chakla), sử dụng một cây cán được gọi là velan hoặc belan, thành dạng đĩa phẳng. Cũng có người làm roti tự động tự động hóa toàn bộ quy trình.